# Sylvie Durrer
Sylvie Durrer (* 18. Juni 1960) ist eine Schweizer Sprachwissenschaftlerin. Sie ist seit 2010 Direktorin des Eidgenössischen Büros für die Gleichstellung von Frau und Mann.

## Werdegang
Sylvie Durrer studierte ab 1979 an der Université de Lausanne Französische Linguistik und doktorierte 1992. Von 1992 bis 1996 arbeitete sie als Assistentin, 1996 bis 2001 als Assistenzprofessorin für Französische Linguistik am Romanischen Seminar der Universität Zürich, von 2001 bis 2006 an der Universität Lausanne.
Als Co-Direktorin leitete sie von 2001 bis 2004 das Graduiertenkolleg für Gender Studies der Universitäten Genf und Lausanne. Von 2006 bis 2011 leitete sie das Bureau de l'égalité entre les femmes et les hommes (deutsch Büro für die Gleichstellung von Frau und Mann) des Kantons Waadt.
Sylvie Durrer wurde am 20. Oktober 2010 auf Antrag von Bundesrat Didier Burkhalter, Vorsteher des Eidgenössischen Departements des Innern, zur Direktorin des Eidg. Büros für die Gleichstellung von Frau und Mann (EBG) ernannt. Sie trat die Nachfolge von Patricia Schulz an, die das EBG seit 1994 geführt hatte. Im Vorstand der Schweizerischen Konferenz der Gleichstellungsbeauftragten (SKG) vertritt sie den Bund. Ausserdem leitet Sylvie Durrer auf kantonaler und interkantonaler Ebene verschiedene Kommissionen zu Themen der häuslichen Gewalt.
Der Wirtschafts- und Sozialrat der UNO hat Sylvie Durrer in den Vorstand des Forschungsinstituts der Vereinten Nationen für soziale Entwicklung (UNRISD) berufen. Seit 2010 vertritt sie die Schweiz ausserdem an den Sitzungen der Kommission der Vereinten Nationen zur Rechtsstellung der Frau und ist Vorsitzende des Lenkungsausschusses der Equal Pay International Coalition (EPIC), einer internationalen Koalition, die sich für gleiche Entlöhnung für Frauen und Männer weltweit einsetzt (gleicher Lohn für gleiche Arbeit).
Am 1. September 2024 treten Stéphanie Lachat und Gian Beeli die Nachfolge von Sylvie Durrer beim EBG an.

## Leben
Silvie Durrer hat drei Kinder. Bei der Geburt ihrer Tochter 1991 erhielt sie als Assistentin an der Universität Lausanne keinen Mutterschaftsurlaub, weil ihr damaliger Arbeitsvertrag erst achteinhalb Monate lief – zwei Monate weniger lang als notwendig, um den Anspruch geltend machen zu können.
Sie verfügt über vertiefte Kenntnisse in Gender- und gleichstellungspolitischen Fragen, besonders in den Bereichen Beschäftigung, Bildung und Familie.

## Publikationen
- Le dialogue dans le roman, Armand Colin Editiob, 2005, ISBN 978-2-200-34423-8
- Durrer, Sylvie, Jufer, Nicole, Pahud, Stéphanie: La place des femmes et des hommes dans la presse écrite généraliste de Suisse romande des années 80 à nos jours, Seismo, 2009, ISBN 978-2-88351-038-8
- Theunert, Markus (Hrsg.), Männerpolitik. Was Jungen, Männer und Väter stark macht, Springer VS, 2012, ISBN 978-3-531-18419-7